# Lawson Wood
Lawson Wood (* 23. August 1878 in Highgate, London; † 26. Oktober 1957) war ein britischer Aquarellmaler, Illustrator und Karikaturist.

## Leben
Wood war ein Sohn des Landschaftsmalers Lewis Pinhorn Wood (1848–1918) und ein Enkel des Lithografen und Vedutenmalers Lewis John Wood (1813–1901).
Er studierte ab dem 16. Lebensjahr an der Slade School of Fine Art und an der Heatherley School of Fine Art und arbeitete ab 1896 für sechs Jahre beim Verlag C. Arthur Pearson Ltd. und wurde dessen Hauptzeichner. Danach verdiente er als freier Künstler seinen Lebensunterhalt. Er arbeitete unter anderem für die Zeitschriften The Graphic (1907–1911), The Illustrated London News, Sketch oder The Strand Magazine.
Während des Ersten Weltkrieges diente er fast drei Jahre lang in Frankreich als Offizier in der Kite Balloon Section (Ballonbeobachtung) und im General Headquarters des Royal Flying Corps, wo er Skizzen für die Armee zeichnete. Nach Kriegsende entdeckte Wood seine Liebe zur Tierwelt und humorvolle Zeichnungen rückten immer mehr in den Vordergrund seiner Arbeiten. Um die Genauigkeit der Details sicherzustellen, besuchte Wood regelmäßig den Londoner Zoo und eine kleine Menagerie in Eastbourne.
Er war als Postkarten und Plakatgestalter tätig, zeichnete Cartoons und Titelbilder für Zeitschriften und arbeitete gemeinsam mit dem Sportzeichner Keith Sholto Douglas (1882–1963), der seine Tochter Phoebe heiratete. Zudem entwarf und fertigte er Holzspielzeuge, die „The Lawson Woodies“ genannt wurden und aus Tieren, Vögeln und Menschenfiguren bestanden. Zu seinen humorvollen Tiermotiven zählte insbesondere der rothaarige Affen, der 1932 erstmals im Sketch erschien. Dieser wurde auch auf Töpferwaren, Kalender, Postkarten und Zigarettenbilder übertragen. Der Ausbruch des Zweiten Weltkriegs verhinderte es, dass im Studio Ub Iwerks ein Zeichentrickfilm mit diesem Affen entstand.
Wood heiratete 1902 die Modekünstlerin Charlotte Forge. Er war Mitglied des Royal Institute of Painters in Water Colours, des London Sketch Club und des Savage Club und wurde zum Fellow der Zoological Society gewählt.
Gegen Ende seines Lebens lebte er zurückgezogen in einem mittelalterlichen Haus des 15. Jahrhunderts, das er inmitten von Sussex bewohnte.

## Werke (Auswahl)
- Der Sprungfedern-Motor des Erfinders Edison Juggins[4]